# Collegio elettorale di Alatri (Camera dei deputati)
Il collegio di Alatri fu un collegio elettorale uninominale della Repubblica Italiana per l'elezione della Camera dei deputati. Apparteneva alla circoscrizione Lazio 2 e fu utilizzato per eleggere un deputato nella XII, XIII e XIV legislatura.

## Storia
Venne istituito nel 1993 con la cosiddetta Legge Mattarella (Legge n. 277, Nuove norme per l'elezione della Camera dei deputati), attuata in seguito al referendum abrogativo del 1993. La legge istituì per la Camera dei deputati e per il Senato della Repubblica un sistema di elezione misto, in parte maggioritario e in parte proporzionale. Il 75% dei parlamentari dell'assemblea veniva eletto in collegi uninominali tramite sistema maggioritario a turno unico; il restante 25% alla Camera veniva eletto tramite sistema proporzionale con liste bloccate.
Il collegio venne abolito insieme a tutti gli altri che costituivano la Camera con la promulgazione della legge elettorale successiva, la cosiddetta Legge Calderoli. Questa prevedeva un sistema proporzionale con premio di maggioranza, che alla Camera veniva attribuito a livello nazionale.

## Territorio
Il collegio di Alatri era uno dei 43 collegi uninominali in cui era suddiviso il Lazio e, come previsto dal D.Lgs. del 20 dicembre 1993 n. 536, era interamente compreso nella provincia di Frosinone e comprendeva i seguenti comuni: Acuto, Alatri, Anagni, Collepardo, Ferentino, Filettino, Fiuggi, Fumone, Guarcino, Morolo, Paliano, Patrica, Piglio, Serrone, Sgurgola, Supino, Torre Cajetani, Trevi nel Lazio, Trivigliano e Vico nel Lazio.

## Eletti
| Elezione | Elezione | Deputato        | Partito                    |
| -------- | -------- | --------------- | -------------------------- |
|          | 1994     | Oreste Tofani   | Polo del Buon Governo (AN) |
|          | 1996     | Giuseppe Alveti | L'Ulivo (PDS)              |
|          | 2001     | Italico Perlini | Casa delle Libertà (FI)    |

## Dati elettorali

### XII legislatura

#### Risultati proporzionale
| Coalizioni        | Coalizioni                      | Liste                           | Liste                              | Voti   | %     |
| ----------------- | ------------------------------- | ------------------------------- | ---------------------------------- | ------ | ----- |
|                   | Polo del Buon Governo           |                                 | Forza Italia                       | 16.202 | 21,48 |
|                   | Polo del Buon Governo           | Alleanza Nazionale              | 14.548                             | 19,28  |       |
| Totale coalizione | Totale coalizione               | 30.750                          | 40,76                              |        |       |
|                   | Progressisti                    |                                 | Partito Democratico della Sinistra | 17.737 | 23,51 |
|                   | Progressisti                    | Rifondazione Comunista          | 6.992                              | 9,27   |       |
|                   | Progressisti                    | Partito Socialista Italiano     | 2.120                              | 2,81   |       |
|                   | Progressisti                    | Alleanza Democratica            | 2.023                              | 2,68   |       |
| Totale coalizione | Totale coalizione               | 28.872                          | 38,27                              |        |       |
|                   | Patto per l'Italia              |                                 | Partito Popolare Italiano          | 12.258 | 16,25 |
|                   | Lista Pannella                  | Lista Pannella                  | Lista Pannella                     | 2.962  | 3,93  |
|                   | Movimento Cristiano Democratico | Movimento Cristiano Democratico | Movimento Cristiano Democratico    | 601    | 0,80  |
| Totale            | Totale                          | Totale                          | Totale                             | 75.443 |       |

#### Risultati uninominale
|                               | Oreste Tofani ✔️ Eletto | Polo del Buon Governo (FI - AN - CCD - UDC - PLD) | 35 812 | 47,47 |  |  |  |  |  |
|                               | Giuseppe Alveti         | Progressisti                                      | 26 808 | 35,53 |  |  |  |  |  |
|                               | Giacinto Minnocci       | Patto per l'Italia                                | 9 907  | 13,13 |  |  |  |  |  |
|                               | Alfredo Pistolesi       | Lista Marco Pannella - Riformatori                | 2 922  | 3,87  |  |  |  |  |  |
| Totale                        | Totale                  | Totale                                            | 75 449 | 100   |  |  |  |  |  |
|                               |                         |                                                   |        |       |  |  |  |  |  |
| Fonte: Ministero dell'interno |                         |                                                   |        |       |  |  |  |  |  |

### XIII legislatura

#### Risultati proporzionale
| Coalizioni        | Coalizioni                         | Liste                                     | Liste                              | Voti   | %     |
| ----------------- | ---------------------------------- | ----------------------------------------- | ---------------------------------- | ------ | ----- |
|                   | Polo per le Libertà                |                                           | Forza Italia                       | 17.297 | 22,72 |
|                   | Polo per le Libertà                | Alleanza Nazionale                        | 14.287                             | 18,77  |       |
|                   | Polo per le Libertà                | CCD-CDU                                   | 4.816                              | 6,33   |       |
| Totale coalizione | Totale coalizione                  | 36.400                                    | 47,82                              |        |       |
|                   | L'Ulivo                            |                                           | Partito Democratico della Sinistra | 17.203 | 22,60 |
|                   | L'Ulivo                            | Popolari per Prodi (PPI-SVP-PRI-UD-Prodi) | 6.420                              | 8,43   |       |
|                   | L'Ulivo                            | Rinnovamento Italiano                     | 2.844                              | 3,74   |       |
|                   | L'Ulivo                            | Federazione dei Verdi                     | 1.762                              | 2,31   |       |
| Totale coalizione | Totale coalizione                  | 28.229                                    | 37,08                              |        |       |
|                   | Progressisti                       |                                           | Rifondazione Comunista             | 9.332  | 12,26 |
|                   | Movimento Sociale Fiamma Tricolore | Movimento Sociale Fiamma Tricolore        | Movimento Sociale Fiamma Tricolore | 2.155  | 2,83  |
| Totale            | Totale                             | Totale                                    | Totale                             | 76.116 |       |

#### Risultati uninominale
|                               | Giuseppe Alveti ✔️ Eletto | L'Ulivo             | 36 866 | 48,79 |  |  |  |  |  |
|                               | Antonio Tajani            | Polo per le Libertà | 34 221 | 45,29 |  |  |  |  |  |
|                               | Ruggero Quattrociocchi    | Fiamma Tricolore    | 4 477  | 5,92  |  |  |  |  |  |
| Totale                        | Totale                    | Totale              | 75 564 | 100   |  |  |  |  |  |
|                               |                           |                     |        |       |  |  |  |  |  |
| Fonte: Ministero dell'interno |                           |                     |        |       |  |  |  |  |  |

### XIV legislatura

#### Risultati proporzionale
| Coalizioni        | Coalizioni              | Liste                                 | Liste                   | Voti   | %     |
| ----------------- | ----------------------- | ------------------------------------- | ----------------------- | ------ | ----- |
|                   | Casa delle Libertà      |                                       | Forza Italia            | 24.055 | 31,37 |
|                   | Casa delle Libertà      | Alleanza Nazionale                    | 12.690                  | 16,55  |       |
|                   | Casa delle Libertà      | CCD-CDU                               | 2.744                   | 3,58   |       |
|                   | Casa delle Libertà      | Nuovo PSI                             | 1.079                   | 1,41   |       |
| Totale coalizione | Totale coalizione       | 40.568                                | 52,91                   |        |       |
|                   | L'Ulivo                 |                                       | Democratici di Sinistra | 12.514 | 16,32 |
|                   | L'Ulivo                 | La Margherita (Dem - PPI - RI- UDEUR) | 8.855                   | 11,55  |       |
|                   | L'Ulivo                 | Comunisti Italiani                    | 1.700                   | 2,22   |       |
|                   | L'Ulivo                 | Il Girasole (FdV - SDI)               | 1.562                   | 2,04   |       |
| Totale coalizione | Totale coalizione       | 24.631                                | 32,13                   |        |       |
|                   | Rifondazione Comunista  | Rifondazione Comunista                | Rifondazione Comunista  | 4.104  | 5,35  |
|                   | Democrazia Europea      | Democrazia Europea                    | Democrazia Europea      | 3.084  | 4,02  |
|                   | Lista Di Pietro         | Lista Di Pietro                       | Lista Di Pietro         | 2.754  | 3,59  |
|                   | Lista Pannella - Bonino | Lista Pannella - Bonino               | Lista Pannella - Bonino | 1.318  | 1,72  |
|                   | Paese Nuovo             | Paese Nuovo                           | Paese Nuovo             | 149    | 0,16  |
|                   | Abolizione scorporo     | Abolizione scorporo                   | Abolizione scorporo     | 72     | 0,09  |
| Totale            | Totale                  | Totale                                | Totale                  | 76.680 |       |

#### Risultati uninominale
|                               | Italico Perlini ✔️ Eletto | Casa delle Libertà | 37 509 | 48,27 |  |  |  |  |  |
|                               | Lino Diana                | L'Ulivo            | 31 414 | 40,43 |  |  |  |  |  |
|                               | Pier Ludovico Passa       | Democrazia Europea | 4 669  | 6,01  |  |  |  |  |  |
|                               | Fernando Popoli           | Lista Di Pietro    | 2 453  | 3,16  |  |  |  |  |  |
|                               | Giorgio Cataldi           | Lista Emma Bonino  | 1 657  | 2,13  |  |  |  |  |  |
| Totale                        | Totale                    | Totale             | 77 702 | 100   |  |  |  |  |  |
|                               |                           |                    |        |       |  |  |  |  |  |
| Fonte: Ministero dell'interno |                           |                    |        |       |  |  |  |  |  |